# SS Tauric (1891)

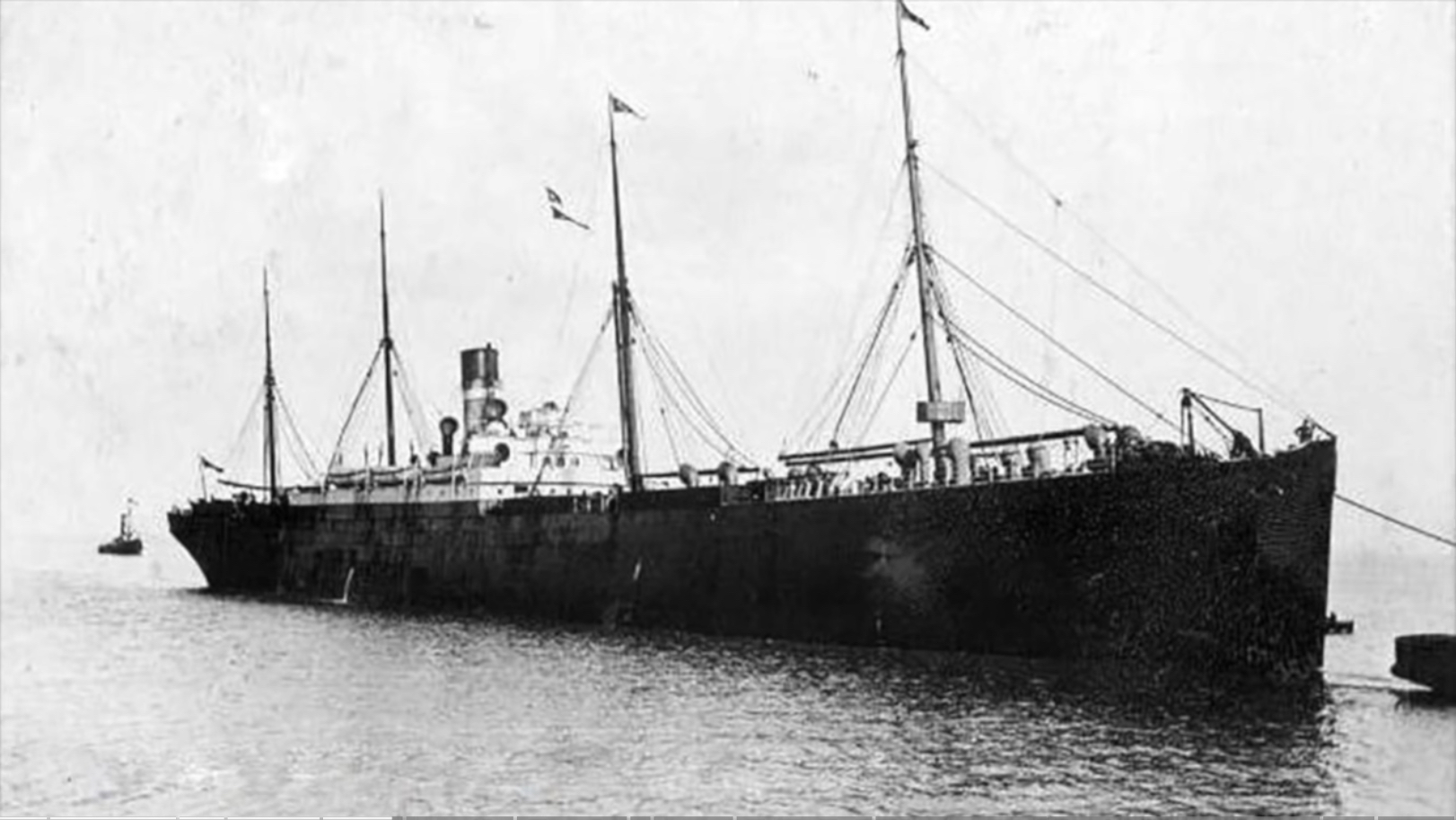
Přejmenovaná loď SS Welshman (dřívější název lodi SS Tauric)

SS Tauric byl parník rejdařství White Star Line vybudovaný roku 1891 v loděnicích Harland & Wolff v Belfastu. Byl navržen na převoz dobytka, ale mohl také převážet cestující ve třetí třídě. Jeho první plavba byla z Liverpoolu do New Yorku, ale sloužil také na trase do Portlandu. Poté ho převzala společnost Dominion Line a přejmenovala ho na Welshman, následně byl v roce 1921 opět prodán rejdařství Leyland Line. O osm let později byl sešrotován.